# 石井里奈 (プロレスラー)
石井 里奈（いしい りな、1973年12月25日 - ）は、日本の元女子プロレスラー。

## 経歴・戦歴
- 1996年4月29日、GAEA JAPAN後楽園ホール大会での対松本麻依子戦でデビュー。
- 1997年と1998年行われたジュニアオールスター戦に2年連続で出場するなど、期待の若手選手として活躍した。現在はプロレスを引退している。
- ガイアジャパンで先輩だった加藤園子のオフィシャルブログ2017年3月23日に更新されたブログ上に、加藤が出場する試合の応援の為、会場に駆け付けた石井の姿が写真付きで紹介されている。

## 得意技
- ダイビング・セントーン
- ウラカン・ラナ

## 入場テーマ曲
- REAL DREAM　※「GAEA REC」に収録。